# 1936 UG
1936 UG är en asteroid i huvudbältet, som upptäcktes den 21 oktober 1936 av den franska astronomen Marguerite Laugier i Nice.
Asteroiden har en diameter på ungefär 5 kilometer.